# آزادی انجمن
آزادی انجمن حق پیوستن یا ترک کردن گروه‌ها به انتخاب شخصی فرد، و برای یک گروه، حق انجام کنش جمعی برای تعقیب منافع اعضاست. این حق هم حقی فردی و هم حقی جمعی است که از سوی همه نظام‌های حقوقی مدرن و دمکراتیک از جمله منشور حقوق ایالات متحده، ماده ۱۱ کنوانسیون اروپایی حقوق بشر، و منشور حقوق و آزادی‌های کانادا و حقوق بین‌الملل از جمله اصول ۲۰ و ۲۳ اعلامیه جهانی حقوق بشر، و کنوانسیون‌های ۸۷ و ۹۸ سازمان بین‌المللی کار تضمین می‌شود.
آزادی انجمن اساساً از طریق حق پیوستن به یک سندیکا، بیان آزاد، یا جوامع بحث کننده، احزاب سیاسی، یا هر نوع باشگاه یا انجمنی نظیر گروه‌های مذهبی، برادری‌ها یا باشگاه‌های ورزشی نمودار می‌شود. این آزادی با آزادی اجتماع، خصوصاً تحت منشور حقوق ایالات متحده بسیار نزدیک است. به‌طور مشخص آزادی اجتماع در یک زمینه سیاسی فهم می‌شود، گرچه بنا به منشأ (قانون اساسی، ابزار حقوق بشری، غیره) حق آزادی تجمع را باید دربرگیرنده آزادی اجتماع در نظر گرفت.

## تاریخچه
با توجه به انتخاب افراد و گروه‌ها برای پیشرفت مصالح و منافع خود، آزادی‌های عمومی، از ویژگی‌های لازم و ضروری برای هر جامعه دمکراتیک به‌شمار می‌رود، ولی از آنجا که این آزادی سازمان‌ها و انجمن‌ها را به رسمیت می‌شناسد، هدف سرکوب حکومت‌های دیکتاتوری قرار می‌گیرند. در انگلستان، تا سال ۱۸۲۵ همه انجمن‌ها و سازمان‌ها، به خصوص سازمان‌های کارگری ممنوع بود و مجرم تلقی می‌شدند. تا سال ۱۸۵۶ هنوز به صورت فعالیت سازمان‌یافته در انجمن و … نبود، اما براساس قانون اتحادیه‌های کارگری ۱۸۷۱ و قانون توطئه جنایی و حمایت از اموال ۱۸۷۵ جمعیت‌ها و انجمن‌ها و سپس اتحادیه‌های کارگری به‌طور کلی قانونی شدند.